# Ceridia
Ceridia is een geslacht van vlinders uit de onderfamilie Smerinthinae van de familie pijlstaarten (Sphingidae).

## Soorten
- Ceridia heuglini (R. Felder, 1874)
- Ceridia mira Rothschild & Jordan, 1903
- Ceridia nigricans Griveaud, 1959